# Frontière entre Djibouti et l'Éthiopie

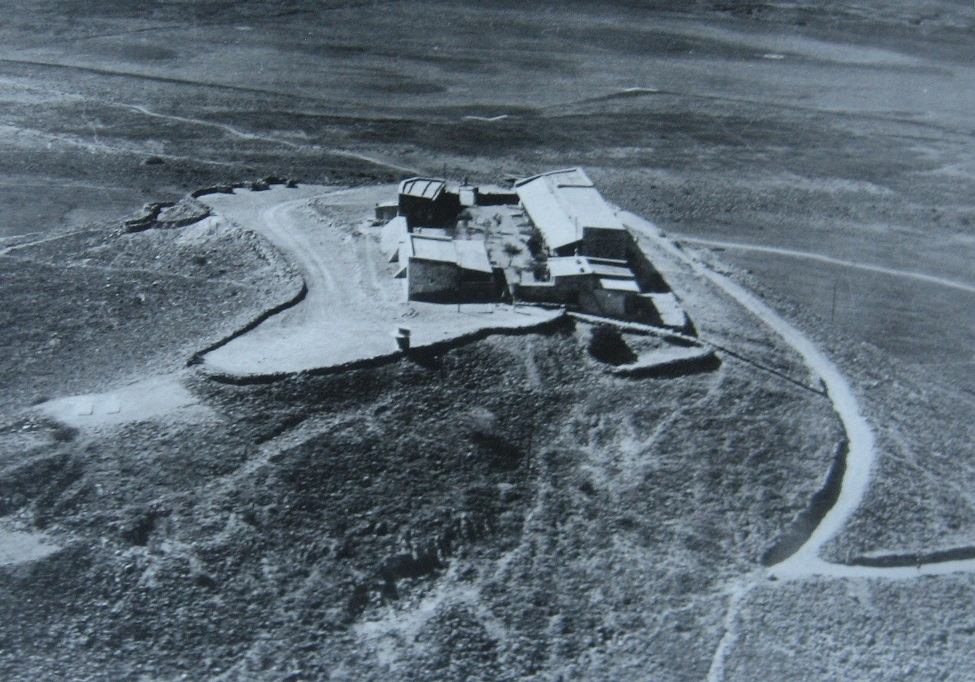
Poste militaire français d'Ali-Sabieh, à proximité de la frontière éthiopienne, en 1940.

La frontière entre Djibouti et l'Éthiopie, longue d'environ 390 km, sépare Djibouti de l'Éthiopie. Elle va du point de trijonction entre la Somalie, Djibouti et l'Ethiopie à «la colline de Madaha djallelo » à celui entre Djibouti, l'Éthiopie et l'Érythrée au sommet du Moussa ’Ali.
Cette frontière entre les possessions françaises autour du golfe de Tadjoura et l'Éthiopie est définie pour la première fois dans le traité du 20 mars 1897 signé à Addis-Abeba par Léonce Lagarde et Menelik. Elle n'est alors ni délimitée sur le terrain, ni abornée.
Le point de trijonction sud a été fixé en mars 1934 à l'issue d'une négociation entre les autorités coloniales de la Côte française des Somalis, les autorités coloniales du Somaliland et le gouvernement éthiopien.
Le point de trijonction nord a été fixé en avril 2002 par la commission de délimitation entre l'Éthiopie et l'Érythrée.
La frontière entre l'Éthiopie et la Côte française des Somalis a été délimitée entre 1945 et 1955 par la France et l'Éthiopie. Cette délimitation a concerné également un segment qui sépare aujourd'hui Djibouti de l'Érythrée entre le mont Moussa 'Ali et Dadda'to. Cette délimitation laisse penser que pour l'Éthiopie, le point de trijonction se situe à Dadda'to, ce qu'elle a soutenu devant la commission.

## Tracé
Cette frontière a été abornée entre 1948 et 1955.
Dans sa partie méridionale, entre Djalelo et le lac Abbe (bornes 1 à 53), son tracé passe par :
Madaha-Djallelo, Tarantar, Gueldagaass, Hellengoudouden, Nahiiso, oued de Gueldaga-Ass, Hadado, Egisso-Yer, Rahale Godle, Rahale Igle, puits d’Assamo, cote 1023 au sommet du Degouene, crête du Degouene, col de Si Yaro, Koudale, mont Ouarable, colline d’Adeyale, col d’Adeyale, col de Doun-Yer, cote 1287, crête de Daha Arrey, Souffi, Lebile, plateau de Gooldaanle, massif de Labakourousle (3 bornes), oued Guelile, colline d’Ali-Adone, pic du Arrouo, partage des eaux des oueds Mouloud et Ourouenenle, col de Ouama-Ass (3 bornes), plateau de Madaha Ouama Mado, plateau de Koulamale (3 bornes), Kabeiti, colline de Tourtour, Lebi (Garhe), Lebi-Yer, oued Oukoula, colline de Manda, Sankal, ligne de falaise sud du Gobad, Arale-Koma, Alhid Daba, Gabla, Sida (2 bornes), Sah Helle, Bakhiree, Mouyalo, Modahtou, lac Abbé.
Ensuite, la frontière traverse le lac Abbé, puis son tracé passe par (bornes 54 à 90) : 
Aleilou, Assa Koma, falaise sud de Kadda Marmar, Afdati; Gaùrolli, Aba (2 bornes), Bessouli Gueira, Aoureli, Kadda Gamarre, Ogag, puis d’Ogag, Alilissa, Gonni Koma, Ableita, Afa Koma, Kabeyou, Logogola (3 bornes), Kimbirre (2 bornes), Badi Gueira, Garaba, Baleitou, Kilma Gueira, Aouya, Kaima Koma, Kalla-Assa (3 bornes), Moudhoud, Cadoda, Daimoli, Inakir, Damatou, Dirko Koma, Moussa ’Ali.

## Importance économique
Cette frontière présente un caractère majeur et complémentaire pour les deux pays. L'Éthiopie, puissance régionale avec un taux de croissance soutenu, n'a plus d'accès maritime depuis l'accès à l'indépendance de l'Érythrée en 1993. La république de Djibouti dispose de ports vastes et modernes sur le détroit du Bab-el-Mandeb reliés à la capitale éthiopienne par la nouvelle ligne d'Addis-Abeba à Djibouti. Déficitaire en énergie, Djibouti importe de l'électricité hydroélectrique éthiopienne issue de grands barrages.